# Gorybia zonula
Gorybia zonula är en skalbaggsart som beskrevs av Martins 1976. Gorybia zonula ingår i släktet Gorybia och familjen långhorningar. Inga underarter finns listade i Catalogue of Life.